# Вирфт
Вирфт (нем. Wirft) — община в Германии, в земле Рейнланд-Пфальц. 
Входит в состав района Арвайлер. Подчиняется управлению Аденау.  Население составляет 148 человек (на 31 декабря 2010 года). Занимает площадь 3,25 км².